# Варака ибн Навфаль
Вара́ка ибн Навфаль аль-Кураши (араб. ورقه بن نوفل القرشي‎; ум. 610, Мекка) — несторианский священник, почитаемый мусульманами как один из первых ханифов, веривших в пророчество Мухаммада.

## Биография
Его полное имя: Варака ибн Навфаль ибн Асад ибн Абд аль-Узза ибн Кусайй аль-Кураши. Он приходился двоюродным братом Хадидже, первой жене пророка Мухаммеда. Дед Вараки и Хадиджи по отцовской линии Асад ибн Абд-аль-Узза приходился пра-пра-дедом Мухаммада по материнской линии.
Согласно хадису аль-Бухари, Варака «был христианином, читал Писание и слушал людей Торы и Евангелия». Он также «написал Новый Завет на арабском языке», но неясно, означает ли это, что он перевел его с греческого или переписал чью-то рукопись.
Сообщается, что в 576 году Варака нашёл потерявшегося пятилетнего Мухаммеда на окраине Мекки и вернул его Абд аль-Мутталибу в Каабе.
Однажды в жаркий день Варака пришёл в долину, где Умайя ибн Халаф заставлял своего раба Биляла лежать с большим камнем на груди, пока он не отречётся от своей веры и станет поклоняться божествам Аллат и аль-Узза. Биляль продолжал настаивать: «один, один!», а Варака выразил поддержку ему, сказав: «один, один, Бог, Биляль!». Затем Варака выразил протест против насилия, сказав Умайе и его родственникам: «клянусь Богом, что если вы убьете его таким способом, я сделаю на его могиле храм». Однако, Умайя не обратил на это внимания. Также Варака сказал: «Клянусь Аллахом, если человек готов погибнуть за истинную веру, то при упоминании одного имени его молитва человека может быть принята и исполнена!». Ибн Касир сомневается в достоверности этой истории, так как преследования мусульман начались только спустя несколько лет после смерти Вараки. Однако, А. Шпренгер указывает, что Билял, имея эфиопское происхождение, вероятно в то время был ещё христианином, и вполне возможно, что Умайя преследовал его по этой причине. В этом случае, рассказ о том, что Варака пытался помочь своему единоверцу выглядит более правдивым.
К тому времени, когда Мухаммед повзрослел, Варака хорошо разбирался в Писаниях. Несколько лет спустя, когда Мухаммед сообщил о своих первых откровениях, Варака признал подлинным его пророчество. Согласно преданию, Варака сказал: «Это тот же намус, который нисходил к Моисею». У ат-Табари в «Истории посланников и царей» Варака говорит Хадидже: «Свят, Свят! Пришел к нему великий намус, то есть намус Гавриил, мир ему, который приходил к Мусе (Моисею). Воистину он пророк этой общины. Скажи ему, чтобы был стойким». В хадисе от Аиши передаётся: «… Хадиджа вышла из дома вместе с ним и привела его к своему двоюродному брату Вараке бин Науфалю бин Асаду бин ‘Абд аль-‘Уззе, который в эпоху джахилийи принял христианство, пользовался для своих записей письменностью иудеев, выписывал из Евангелия то, что было угодно Аллаху, и являлся уже глубоким слепым старцем. Хадиджа сказала ему: „О сын моего дяди, выслушай своего племянника!“ Варака спросил его: „О племянник, что ты видишь?“ — и посланник Аллаха, да благословит его Аллах и приветствует, сообщил ему о том, что он видел. Варака сказал: „Это тот же ангел, которого Аллах направил к Мусе! О, если бы я был молод (в эти дни) и мог дожить до того времени, когда народ твой станет изгонять тебя!“ Посланник Аллаха, да благословит его Аллах и приветствует, спросил: „А разве они будут изгонять меня?“ Варака ответил: „Да, ибо когда бы ни являлся человек с чем-либо подобным тому, что принёс с собой ты, с ним всегда враждовали, но если я доживу до этого дня, то буду помогать тебе как только смогу!“». Через несколько дней Варака умер, а вместе с этим временно прекратилось ниспослание откровений.
В одном из хадисов сообщается, что однажды, услышав как кто-то ругает Вараку, Мухаммед заставил его замолчать, и сказал: «Не ругайте Вараку ибн Навфаля! Поистине, я видел, что ему принадлежит один или два сада в раю».
В хадисе, классифицируемом как «слабый» Хадиджа говорила Мухаммеду о Вараке: «Воистину, он верил в тебя и признавал твою правоту, но умер до того, как ты стал пророком». В ответ на это Мухаммед сказал: «Я видел его в ином мире в белых одеждах, а если бы он был осужден на адские муки, на нём была бы другая одежда…». В другом хадисе он говорил: «Я видел Вараку в одной из райских долин. На нём была одежда из сундуса».